# Góra św. Anny (gromada)
Góra św. Anny – dawna gromada, czyli najmniejsza jednostka podziału terytorialnego Polskiej Rzeczypospolitej Ludowej w latach 1954–1972.
Gromady, z gromadzkimi radami narodowymi (GRN) jako organami władzy najniższego stopnia na wsi, funkcjonowały od reformy reorganizującej administrację wiejską przeprowadzonej jesienią 1954 do momentu ich zniesienia z dniem 1 stycznia 1973, tym samym wypierając organizację gminną w latach 1954–1972.
Gromadę Góra św. Anny z siedzibą GRN w Górze św. Anny (obecna pisownia to Góra Świętej Anny) utworzono – jako jedną z 8759 gromad na obszarze Polski – w powiecie strzeleckim w woj. opolskim, na mocy uchwały nr VII/30/54 WRN w Opolu z dnia 4 października 1954. W skład jednostki weszły obszary dotychczasowych gromad Góra św. Anny, Poręba, Wysoka i Kadłubiec ze zniesionej gminy Góra św. Anny w tymże powiecie. Dla gromady ustalono 21 członków gromadzkiej rady narodowej.
30 czerwca 1963 do gromady Góra św. Anny włączono serię parcel z obrębu katastralnego Żyrowa o powierzchni 155,9955 ha z gromady Jasiona w powiecie krapkowickim w tymże województwie.
Gromada przetrwała do końca 1972 roku, czyli do kolejnej reformy gminnej.